# Clément Darbo

a Compétitions nationales et continentales officielles uniquement.

Dernière mise à jour le 3 mai 2023.
Clément Darbo, né le 13 janvier 1986, est un joueur français de rugby à XV évoluant au poste de demi de mêlée.

## Biographie
Originaire de Lembeye dans le département des Pyrénées-Atlantiques, Clément Darbo commence le rugby de haut niveau à la Section paloise.  
Darbo remporte la Coupe René Crabos face au Club sportif Bourgoin-Jallieu en 2006, aux côtés de Julien Fumat, Lionel Campergue, Mickaël Drouard, Julien Dumora ou encore Jonathan Elgoyhen et Sébastien Torresin sous le management de Joël Rey et Thierry Ducès. Il inscrit un essai en finale. 
En 2011, ce demi de mêlée buteur rejoint le FC Grenoble pour 2 ans. 
Il signe au SU Agen, équipe reléguée en Pro D2, pour les saisons 2013-2014 et 2014-2015. Remontant en Top 14 pour la saison 2015-2016, le SU Agen le conserve 2 saisons supplémentaires. En 2016, le club est de nouveau relégué en Pro D2.
En 2017, il quitte le SU Agen, avec qui il a gagné la finale d'accession en Top 14, et signe avec l'autre finaliste de cette finale, l'Union sportive montalbanaise, qui reste en Pro D2.
Après la fin de la saison de Pro D2 2017-2018, il s'engage avec Provence rugby promu en Pro D2.
En 2021, il s'engage pour deux saisons au Biarritz olympique, promu en Top 14. Il met finalement un terme à sa carrière professionnelle à l'issue de la saison 2021/2022 et s'engage à l'Etoile sportive de Lembeye en division Honneur. Il est recruté en tant que joker médical par le Stade montois au cours de la saison 2022/2023.
Il est le neveu de l'ancien demi d'ouverture du Stadoceste tarbais Jean-Paul Trille.

## Palmarès et distinctions personnelles
- Champion de France de Pro D2 2012 avec Le FC Grenoble.
- Finale d'accession 2015 contre Mont de Marsan  avec Agen
- Finale d'accession 2017 contre l'US Montauban avec Agen
- Équipe de France universitaire : 1 sélection contre l'Angleterre en 2009 (8 points marqués)[réf. nécessaire].
- Champion du Béarn cadets avec L'ES Lembeye.